# Procanace cogani
Procanace cogani är en tvåvingeart som beskrevs av Wayne N. Mathis 1988. Procanace cogani ingår i släktet Procanace och familjen Canacidae.
Artens utbredningsområde är Seychellerna. Inga underarter finns listade i Catalogue of Life.